# Овчинникова, Ирина Германовна
Ири́на Ге́рмановна Овчи́нникова (род. 9 мая 1960, Пермь) — российский и израильский лингвист, доктор филологических наук, профессор, лидер[неизвестный термин] научного направления «Компьютерное моделирование речевой коммуникации», заведующая кафедрой речевой коммуникации (2006—2010) филологического факультета Пермского университета.

## Биография
Дочь философа Г. К. Овчинникова, профессора МГИУ, члена общественной Академии гуманитарных наук.
С 1977 по 1982 годы училась и окончила филологический факультет Пермского университета. Научной работой занималась под руководством Леонида Николаевича Мурзина. После окончания университета уехала на стажировку в Ленинградский университет, через год поступила в аспирантуру при кафедре общего языкознания к Леониду Владимировичу Сахарному.
В 1986 году в ЛГУ защитила кандидатскую диссертацию «Текстообразующая роль вербальных ассоциативных структур» и вернулась в Пермский университет на кафедру общего и славянского языкознания. С 1992 года — доцент, с 2003 года — профессор Пермского университета.
В 2002 году в Санкт-Петербургском государственном университете защитила докторскую диссертацию «Ассоциативный механизм в речемыслительной деятельности» с присуждением степени доктора филологических наук.
С 2006 по 2010 годы — один из создателей и заведующая кафедрой речевой коммуникации Пермского университета.
В настоящее время живёт в Хайфе.

## Научная и организационная деятельность
И. Г. Овчинникова является:
- инициатором, организатором и основной исполнитель специальности «Теоретическая и прикладная лингвистика»/«Фундаментальная и прикладная лингвистика»[5]. Специальность была открыта в 2006 году при кафедре речевой коммуникации и существовала до 2013 года.
- В 2013 году выступила инициатором и организатором подготовки к лицензированию и открытию образования по профилю «Контент-менеджмент» при кафедре журналистики и массовой коммуникации.

Аспиранты, защитившие кандидатскую диссертацию в рамках научного направления «Компьютерное моделирование речевой коммуникации»:
- Береснева Н. И. (декан философско-социологического факультета Пермского университета);
- Поломских Е. Г. (директор центра «Littera» Пермского университета);
- Угланова И. А. (лектор университета в Трире, Германия);
- Черепанова Л. Л. (доцент кафедры журналистики и массовой коммуникации);
- Казнова Н. Н. (доцент кафедры романской филологии).

Входит в состав диссертационного совета Д. 212.189.11 по филологическим наукам при ПГНИУ; член редколлегий научных журналов «Вестник Пермского университета. Российская и зарубежная филология», «Вопросы психолингвистики» (ИЯ РАН) и «Филологические науки. Доклады высшей школы» (с 2003).
Является членом Российского психолингвистического общества. Представитель РФ в исполнительном комитете Международной ассоциации исследователей детской речи (IASCL — International Association for Study of Child Language) (2005—2011).
Член МАКИ.

## Основные работы

### Монографии и учебные пособия
- Ассоциации и высказывание: структура и семантика. Учебное пособие по спецкурсу. — Пермь, 1994. — 124 с.
- Ассоциации детей от шести до десяти лет (ассоциативное значение слова в онтогенезе). — Пермь, 1995. (Соавт.: Н. И. Береснева, Л. А. Дубровская). — 256 с.
- Рассказы русских детей (по серии картинок «Frog where are you?»). Звучащая хрестоматия // Бюллетень фонетического фонда русского языка. Приложение № 10. — Пермь; Бохум, 1999. (Соавт.: Н. И. Береснева, Л. А. Дубровская, Е. Б. Пенягина). — 127 с.
- Лексикон младшего школьника. Пермь, 2000. (Соавт.: Н. И. Береснева, Л. А. Дубровская, Е. Б. Пенягина).
- Компьютерное обеспечение гуманитарного образования. — Пермь, 2007 (соавтор — Е. В. Зырянова).
- Компьютерное моделирование вербальной коммуникации. — М.: Флинта-Наука, 2009 (в соавторстве с И. А. Углановой).
- ИКТ в подготовке к ЕГЭ по русскому языку. — М.: Флинта-Наука, 2010 (соавторы — Е. В. Зырянова, А. Р. Чудинова).

### Статьи
- Функциональная асимметрия мозга и стратегия ассоциативных процессов // Доклады Российской Академии наук. Т. 372, № 6. 2000. (Соавт.: О. П. Траченко, М. А. Грицышина, С. В. Афанасьев). C. 25—29.
- Пауза в спонтанной монологической речи детей 6—7 лет (на материале рассказов Frog where are you?) // Касаткина Р. Ф. (ред.) Тексты устной речи. Бохум-СПб., 2000. С. 125—134 (Бюллетень Фонетического Фонда русского языка. Вып. 7).
- Gewiss oder ungewiss? Zur Entwicklung des Verständnisses der epistemischen Modalität bei russischen Jungen und Madchen (Соавт.: M. Krause, I.А. Uglanova). Wiener Slawistischer Almanach. Vienn, 2001.
- Ассоциативный процесс и функциональная асимметрия мозга // Физиология человека. Т. 27, № 3. 2001. (Соавт.: О. П. Траченко, М. А. Грицышина, С. В. Афанасьев). C. 284—289.
- Особенности выражения темпоральности в повествовании // Scripta linguisticae applicatae. Проблемы прикладной лингвистики. 2003. М., 2004. С. 277—291.
- Таксис как дискурсивная категория // HUMANORIA: LINGUA RUSSICA Труды по русской и славянской филологии. Лингвистика IX. Взаимодействие языков и языковых единиц. Тарту, 2006. С. 82—92. (Соавтор: Зеленина Е. В.).
- О коннекционистской интерпретации речевой деятельности // Вопросы психолингвистики. 4. 2007. С. 51—63.
- Отражение диалога субкультур в содержании концепта интеллигент // Вопросы психолингвистики. 2009. № 9. С.167—187.
- Ещё раз о моделировании ментального лексикона билингва // Вопросы психолингвистики. 10. 2009.
- К определению актуального содержания концепта власть // Вестник ПГУ. Серия Политические науки, 2009.
- Особенности феминизма в Израиле: политика, культура, язык // Вестник Пермского университета. Российская и зарубежная филология. 5. 2010. С. 48—57.
- О влиянии частотности коллокации лексем на взаимосвязи единиц ментального лексикона // Вестник Пермского университета. Российская и зарубежная филология. 1. 2010. С. 26—30.
- Russian in Israel: trends for development // Israel Studies in Language and Society. 1. Jerusalem: Interdisciplinary Electronic Journal of the Israeli Association for the Study of Language and Society, 2011.
- Русскоязычные израильтяне: двойная этнокультурная и политическая идентичность // Вестник Пермского университета. Серия «Политология». Пермь: ПГУ, 2012.
- Особенности пауз хезитации в русской речи (на материале сопоставления монологов носителей языка и русско-иврит / иврит-русских билингвов) // Язык и речевая деятельность. Том 10—11. Санкт-Петербург: СПбГУ, 2012.
- Коммуникация и идентификация в социальных сетях: факторы, типажи, национально-культурная специфика (на материале социальной сети Твиттер). Вестник Пермского университета. Серия: Политология. 2013. № 2. С. 143—156.
- Башкова И. С., Овчинникова И. Г. Нейропсихологическая характеристика билингвизма. Вопросы психолингвистики. 2013. № 17. С. 53—69.
- Овчинникова И. Г., Черепанова Л. Л. О методике анализа некооперативной стратегии в дискурсе СМИ. // Филологические науки (Научные доклады высшей школы). 2013. № 2. С. 30—42.
- Ovchinnikova, I. G. (2007). Slips of the tongue in children’s narratives: connectionists interpretation. Psychology of Language and Communication, 11 (1), 23—41.
- Ovchinnikova, I. G. (2005). Variety of children’s narratives as the reflection of individual differences in mental development. Psychology of Language and Communication, l.9, (1), 2953.